# Bernat de Fonollar
Bernat de Fonollar fue un noble de la Corona de Aragón que probablemente nació en 1255 y muerto en 1326. Concretamente fue vicegerente de la Procuraduría general en Cataluña que dependía de Jaime II y fue el señor de Sitges y posteriormente de Campdàsens. También es conocido por haber escrito varios textos literarios. Su segunda esposa fue Blanca de Abella.

## Biografía

### Herencia
La hija de Guillem de Viladecols o de Sitges, Agnès, se casó con Berenguer de Fonollar en 1274 aportando en dote la castellanía de Campdàsens. Ambos la vendieron, en el 1306, a Bernat de Fonollar, consejero y viceprocurador real, previa conformidad, como señor directo que era, de Jaime II.

### Enfrentamientos
A partir de este momento se produjeron las peleas entre Bernat de Centelles y los Fonollar-Sitges, enfrentados por el castillo de Sitges, que se incrementaron al final de siglo cuando el hijo del de Centelles, también llamado Bernardo, se casó con Saurina de Tarrasa, castellanía de Eramprunyà, y Campdàsens pasó a ser de su competencia. Las disputas finalizaron cuando Bernat de Fonollar, para redondear la propiedad en 1320, compra la castellanía de Campdàsens. Poco después, en 1321, el rey le otorgó «graciosamente y vitalicia» el mero y mixto imperio, es decir, la jurisdicción civil y criminal y todos los derechos jurisdiccionales que tenía sobre los castillos de Sitges y de Campdàsens. Así se reducía la estratificación feudal a dos niveles: el rey, como señor eminente, y Bernat de Fonollar, que acumulaba el mero y mixto imperio, la castellanía, y la sotscastlania.

### Testamento y consecuencias

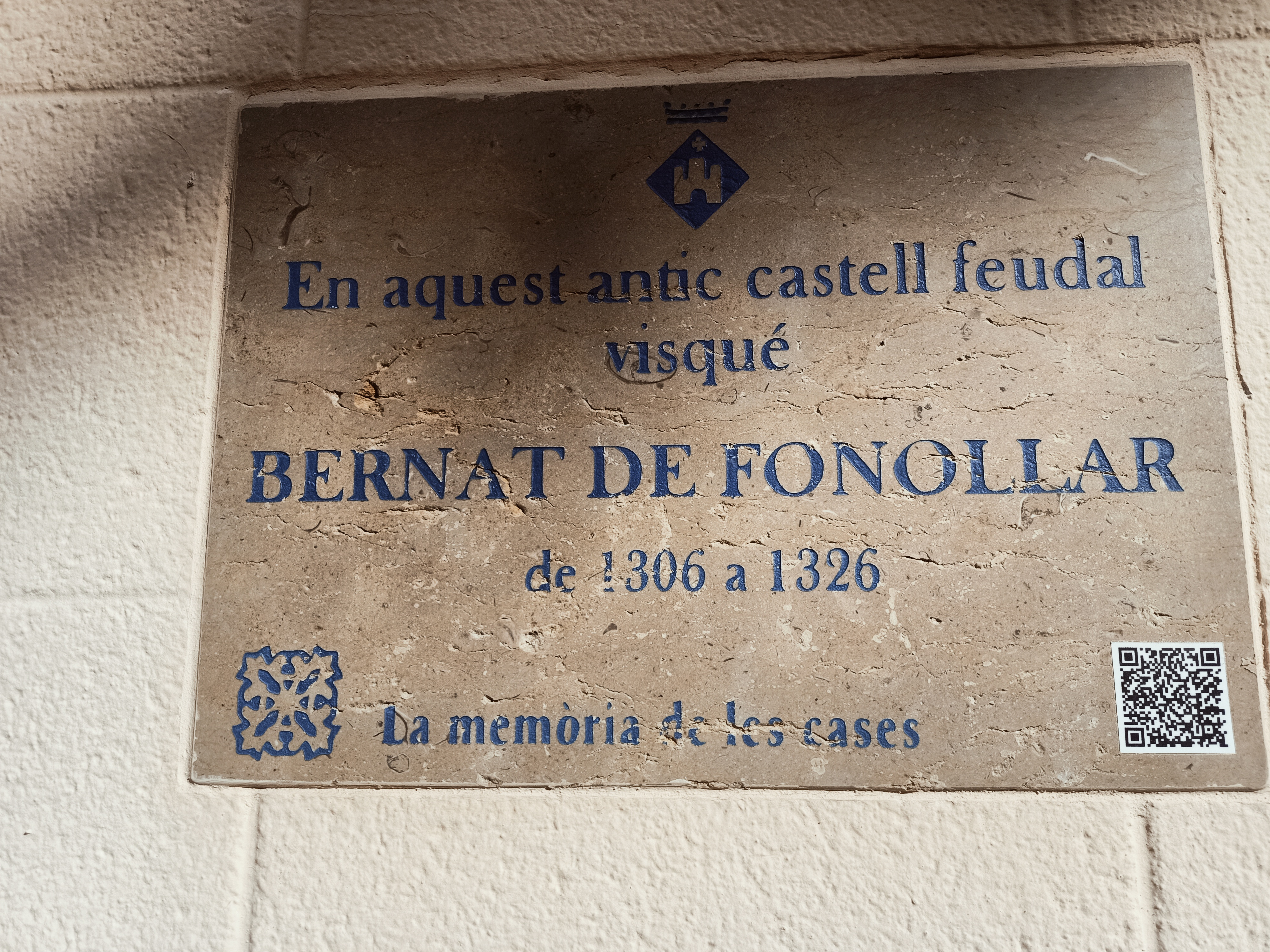
Placa en memoria de Bernat de Fonollar

En su testamento escrito el 9 de junio de 1326, Bernat de Fonollar en su muerte dejó el castillo de Campdàsens a la Pia Almoina de la Seo de Barcelona. Ahora bien, como el mero y mixto imperio había sido cedido a Bernat de Fonollar solo vitaliciamente, a su muerte, volvió al rey, que lo conservó hasta el final de siglo XIV. El 20 de octubre de 1385 el rey Pedro IV lo donó, junto con el de Garraf, Sitges y Mirapeis, a su cuñado Bernardo de Fortià. Caído este en desgracia, volvió al dominio real el 1387 y fue vendido finalmente en 1390 a la Pia Almoina, que acumulaba todos los derechos dominicales y jurisdiccionales sobre Campdàsens. Se consumó así la segregación total de este territorio del antiguo término de Eramprunyà.